# Шарот, Бен
Бен Шарот (род. 9 мая 1991, Гамильтон) — канадский хоккеист, защитник, игрок клуба НХЛ «Детройт Ред Уингз». В 2009 году был выбран в 4-м раунде драфта НХЛ под общим 120-м номером клубом «Атланта Трэшерз». Ранее в НХЛ выступал за такие клубы, как «Виннипег Джетс», «Монреаль Канадиенс» и «Флорида Пантерз».

## Карьера

### Юношеская
Шарот начал карьеру в команде «Миссисога АйДогз» в главной хоккейной лиге Онтарио; по итогам дебютного сезона заработал 64 очка, забросив 22 шайбы и оформив 42 передачи. В последующие годы играл за «Гелф Шторм», «Садбери Вулвз» и «Сагино Спирит».

### НХЛ

#### Виннипег Джетс
На драфте НХЛ 2009 года был выбран в 4-м раунде под общим 120-м номером клубом «Атлантой Трэшерз» и дебютировал в Американской хоккейной лиге за «Чикаго Вулвз» в сезоне 2009–10. 16 марта 2011 года «Трешерз» подписали с Шаротом контракт новичка, но первые три сезона он играл за фарм-клубы.
23 июля 2014 года Шарот продлил контракт на сумму 600 000 долларов с «Джетс» после удачного сезона в «Сент-Джонс Айскэпс» в Американской хоккейной лиге.

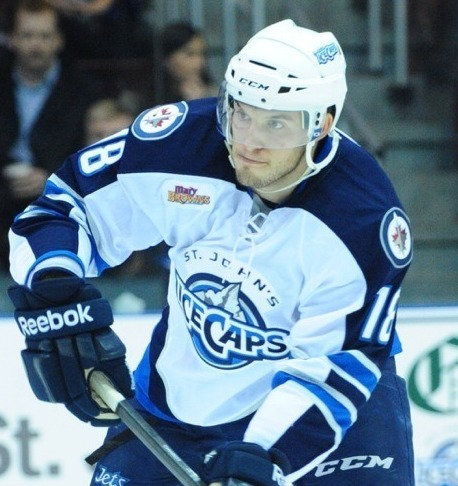
Шарот в 2013 году во время игры за «Сент-Джонс АйсКэпс»

Шарот забил свой первый гол в НХЛ 3 января 2015 года, в победном матче «Торонто Мейпл Лифс» со счетом 5:1. 18 июня 2015 года «Джетс» продлили контракт с Шаротом на два года на 1,7 миллиона долларов.
24 июня 2017 года Шарот подписал с «Джетс» новый двухлетний контракт.

#### Монреаль Канадиенс
Проведя первые восемь сезонов своей профессиональной карьеры во франшизе «Трэшерз/Джетс», Шарот ушел в качестве свободного агента после сезона 2018–19, чтобы 4 июля 2019 года подписать трехлетний контракт на 10,5 миллионов долларов с «Монреаль Канадиенс».  9 октября 2019 года, Шарот забил свой первый гол за «Монреаль», в матче проигранном «Баффало Сейбрз» в овертайме со счетом 5:4. В свой первый сезон в Монреале он установил новый личный рекорд: 9 голов и 12 передач в 69 играх.
В составе «Канадиенс», Шарот был одним из ключевых игроков, дойдя с командой до финалу Кубка Стэнли 2021 года, где они проиграли «Тампа-Бэй Лайтнинг» в серии со счётом 4-1. В последнем сезоне за «Канадиенс» Шарот набрал 18 очков в 54 играх, прежде чем 16 марта 2022 года «Канадиенс» обменяли его во «Флориду Пантерз» на Тайлера Смиланика и два выбора на двух драфтах.

#### Флорида Пантерз
24 марта дебютировал за новую команду в игре против «Канадиенс», оформив голевую передачу, поспособствовав успеху команду в матче, который был выигран со счетом 4–3. «Пантеры» выиграли Президентский кубок с лучшим результатом в НХЛ в регулярном сезоне и вышли в плей-офф Кубка Стэнли 2022 года, где «Пантерз» в первом раунде прошли «Вашингтон Кэпиталз», выиграв серию со счётом 4-2. Во втором раунде «Пантерз» были выбиты действующим на тот момент обладателем Кубка Стэнли «Тампа-Бэй Лайтнинг» в серии со счётом 4-0.

#### Детройт Ред Уингз
13 июля 2022 года Шарот в качестве свободного агента подписал с «Детройт Ред Уингз» четырехлетний контракт на 19 миллионов долларов.

## Статистика
| Легенда | Легенда                    | Легенда | Легенда                   | Легенда | Легенда    |
| ------- | -------------------------- | ------- | ------------------------- | ------- | ---------- |
| И       | Количество проведённых игр | Штр     | Штрафное время            | +/−     | Плюс-минус |
| Г       | Голы                       | П       | Голевые передачи          | О       | Очки       |
| -       | Статистика неизвестна      | —       | Статистика не учитывалась |         |            |